# Lagern
Das Lagern oder die Lagerung ist in der Logistik neben dem Transport und dem Umschlag einer der drei Hauptprozesse (TUL-Prozesse). In der Lagerhaltung werden Güter bevorratet, wenn sie zu einem späteren Zeitpunkt benötigt werden. Das Lagern wird daher auch als „Überbrückung von Zeit“ bezeichnet. Beim Transport werden Güter dagegen an einem anderen Ort benötigt.
Beim Lagern werden die Güter längerfristig bevorratet. Das Puffern und Speichern sind dagegen zwei dem Lagern ähnliche Prozesse von eher kurzer Dauer. Das Lagern ermöglicht eine verbesserte Ausnutzung von Betriebsmitteln oder Transportmitteln. Saisonprodukte können dann beispielsweise das ganze Jahr über kontinuierlich gefertigt werden. In Saisonen mit geringer Nachfrage wird auf Lager produziert, in Zeiten, in denen die Nachfrage die Produktion übersteigt, wird diese aus dem Lager bedient.
Lagerbestände werden typischerweise mit größeren Mengen befüllt, die nach und nach verbraucht werden. Die Lagerzeit eines einzelnen Gutes lässt sich nicht prognostizieren. Die Durchführung und wirtschaftliche Betrachtung des Lagerns wird als Lagerwirtschaft oder Lagerhaltung bezeichnet. Die beim Lagern genutzte Technik wird als Lagertechnik bezeichnet. Neben Regalen zählen dazu beispielsweise auch Regalbediengeräte zum Ein- und Auslagern von Paletten, Kisten oder ähnlichen Behältern. Die wissenschaftliche Disziplin und der unternehmerische Teilbereich werden als Lagerlogistik bezeichnet.